# Yui Horie
Yui Horie (jap. 堀江 由衣 Horie Yui), właściwie Yoshiko Horie (jap. 堀江 由衣子 Horie Yoshiko; ur. 20 września 1976 w Tokio) – japońska seiyū i piosenkarka, okazjonalnie użyczająca głosu w dubbingu.

## Wybrane role głosowe
- 2000–2002: Love Hina – Naru Narusegawa
- 2001:
  - Angelic Layer – Hiromi Fujimori
  - Prétear – Mikage
  - Król szamanów –
    - Lilly,
    - Żelazna Dama Jeanne

  - Fruits Basket – Tōru Honda
- 2002:
  - Kanon – Ayu Tsukimiya
  - Samurai Deeper Kyō – Yuya Shiina
- 2003: Ultra Maniac – Ayu Tateishi
- 2004–2006: School Rumble – Eri Sawachika
- 2005:
  - Magister Negi Magi – Makie Sasaki
  - Loveless – Ginka
- 2006–2012: Zero no Tsukaima – Siesta
- 2006:
  - D.Gray-man – Meyrin
  - Negima!? – Makie Sasaki
- 2007: Bokura no – przewodnicząca
- 2007–2012: Higurashi no naku koro ni – Hanyū
- 2008:
  - Vampire Knight – Yuki Cross
  - Hyakko – Chie Suzugazaki
  - Toradora! – Minori Kushieda
- 2009:
  - Lupin III vs Detective Conan – Mira Julietta Vesparand
  - Umineko no naku koro ni – Maria Ushiromiya
  - Monogatari – Tsubasa Hanekawa
- 2009–2011: Kämpfer – Akane Mishima
- 2010:
  - B Gata H Kei – Miharu Takeshita
  - Demon Maiden Zakuro – Hōzuki
  - Fairy Tail – Carla
- 2010–2011: Nurarihyon no mago –
  - Tsurara Oikawa,
  - Setsura
- 2012:
  - Sakura-sō no Pet na kanojo – Ryūnosuke Akasaka[1], Maid[2], Fukaya Shiho[2]